# Avanduse
Avanduse (dt. Awandus) ist eine ehemalige Landgemeinde im estnischen Kreis Lääne-Viru mit einer Fläche von 177,22 km². Sie hat 982 Einwohner (Stand: 2005). Am 22. Oktober 2005 wurde Avanduse dem Gebiet der Gemeinde Väike-Maarja angeschlossen.
Neben dem Hauptort Simuna umfasste die Gemeinde die Dörfer Avanduse, Hirla, Imukvere, Kurtna, Kärsa, Käru, Määri, Nadalama und Võivere.
Besonders sehenswert ist die dem Apostel Simon geweihte Kirche, nach der das Dorf Simuna seinen Namen erhalten hat. Der ursprüngliche Bau gehörte zu den ältesten Sakralgebäuden in Estland.
Zwischen Avanduse und Laekvere befindet sich eine 1,2 m hohe Steinsäule des Struve-Bogens. Sie wurde 1849 errichtet und erinnert an die Erdvermessungen, die Friedrich Georg Wilhelm Struve im Jahr 1827 am Ort der Säule und an der nahegelegenen Windmühle von Võivere durchführen ließ.